# 304 Ольга
304 О́льга (304 Olga) — астероїд головного поясу, відкритий 14 лютого 1891 року Йоганном Палізою у Відні.